# Юрьевы
О боярском роде Юрьевых см. Романовы
Юрьевы — русские дворянские роды.
При подаче документов (1686) для внесения рода в Бархатную книгу, была предоставлена родословная роспись Юрьевых.
Есть пять фамилий Юрьевых, из которых четыре внесены в гербовник:
1. Юрьевы, потомки Андрея Ивановича Кобылы, боярина Великого князя Ивана Даниловича Калиты (1328—1340) (в Гербовник не внесены)[2][3][4].
2. Юрьевы, род восходящий к половине XVII века потомки Алексея Юрьева владевшего в 1712 году недвижимым имением и записанный в VI часть родословных книг губерний Полтавской, Пензенской и Тульской (Герб. Часть X. № 110)[4];
3. Юрьевы, происходящий от Ивана Юрьева (конец XVI в.), за усердную с 1695 года службу, в 1727 году пожалован деревнями и записанный в VI часть родословной книги Московской губернии[5] (Герб. Часть VI № 107)[4][6];
4. Происходящий от Дмитрия Александровича Юрьева (первая половина XVII в.) и записанный в VI часть родословной книги Московской и Нижегородской губерний;
5. Юрьевы, происходящий от Алексея Юрьева, испомещенного за «военные доблести» в 1628 (1617), и записанный в VI часть родословной книги Вологодской губернии. Дворянство пожаловано 10 марта 1789 года Алексею, Николаю, Дмитрию, Петру и Василию Юрьевым, в подтверждение происхождения их от упомянутых благородных предков (Герб. Часть I, стр. 74)[6].
6. Алексей Николаевич Юрьев, губернский секретарь, утверждённый в дворянстве в 1879 году (Герб. Часть XIII. № 184)[4][7][8].

Есть ещё несколько дворянских русских родов Юрьевых более позднего происхождения.

## Происхождение и история рода
Имеются несколько версий о происхождении родов:
1. В Бархатной книге[9] и научном труде историка Г. Ф. Миллера Известия о дворянах российских[10] записано, что род Юрьевых татарского происхождения и название получили по первовыехавшему, который назывался Юрья, родословная роспись их под № 502.
2. В родословной книге из собрания князя М. А. Оболенского записано, что род происходит от рода Кобылиных и однородцами являются роды: Лодыгины, Синие, Коновницыны, Обрасцовы, Кокоревы, Колычёвы, Стербеевы, Хлуденёвы, Дюдковы, Немятые, Шереметевы, Неплюевы, Боборыкины, Голтяевы, Беззубцовы, Кошкины, Захарьичи, Ляцкие, Романовы, Зубатые, Епанчины[11].

Трифон Третьяк, Иван Некрасов, Андрей Честново, Климент Гневашов Дроздов дети Юрьева погибли в Стародубе в бою с литовцами (август 1535). В зимнем походе Ивана Грозного на Казань погиб Фёдор Есипович Юрьев (февраль 1550). В битве при Молодях погиб Четвёртый Андреев Юрьев (июль 1572). Их имена записаны в синодик Успенского Кремлёвского собора на вечное поминовение. По опричнине казнён дьяк Иван Юрьев (январь-февраль 1570) и Протас Михайлович (1575), их имена записаны в синодик опальных людей.

## Описание гербов

#### Герб Юрьевых 1785 г.
В Гербовнике Анисима Титовича Князева 1785 года имеется изображение печати с гербом Герасима Петровича Юрьева: в серебряном поле щита, две золотые буквы (титлы) первых букв от имени и фамилии гербовладельца. Щит увенчан дворянской короной (дворянский шлем и намёт отсутствуют). Щитодержатель: с правой стороны птица с распростёртыми крыльями. С левой стороны военная арматура в виде знамён, пушки, барабана. Под щитом буквы — СПФЪ.

#### Герб. Часть I. № 74.
Герб потомков Алексея Юрьева: в щите, разделённом перпендикулярно на две части, в правом голубом поле пять золотых пчёл, а в левом красном поле две шпаги крестообразно обращённые остроконечиями вверх (изм. польский герб Пелец).
Щит увенчан дворянскими шлемом и короной с тремя страусовыми перьями. Намёт на щите голубой, подложен серебром. Герб рода Юрьевых внесён в Часть 1 Общего гербовника дворянских родов Всероссийской империи, стр. 74.

#### Герб. Часть VII. 147.
Герб рода Юрьевых (потомство Ивана Юрьева): в щите, имеющем красное поле, с правой стороны видна выходящая из облака рука, облачённая в серебряные латы, держащая саблю (польский герб Малая Погоня). Щит увенчан дворянским шлемом и короною с тремя страусовыми перьями. Намёт на щите красный, подложенный серебром. Щитодержатели: два льва.

#### Герб рода. Часть X. № 110.
Потомство Алексея Юрьева: щит разделён перпендикулярно на две части, из которых в первой части в красном поле изображена в серебряных латах рука с поднятым вверх мечом. Во второй части в золотом поле дерево дуб. Щит увенчан дворянским шлемом и короною с тремя страусовыми перьями. Намёт на щите зелёный и золотой, подложен золотом и красным.

#### Герб. Часть XIII. № 184.
Герб губернского секретаря Алексея Юрьева: щит поделён вертикально на серебряное и красное поля. В нём правая рука в серебряных латах, выходящая из серебряного облака, держит меч переменных с полями цветов. Над щитом дворянский коронованный шлем. Нашлемник — красный крест с широкими концами, между двух зелёных лавровых ветвей. Намёт — красный с серебром. Девиз на латыни «VERITAS VIA MEA» (Истина — моя жизнь) серебряными буквами на красной ленте.

## Известные представители
- Захарьин-Юрьев Яков Захарьевич — боярин с 1480 († 1511);
- Захарьин-Юрьев Юрий Захарьевич — боярин с 1493 († 1504);
- Захарьин-Юрьев Иван Михайлович — боярин с 1547 († 1547);
- Захарьин-Юрьев Василий Михайлович — боярин с 1547 († 1559);
- Захарьин-Юрьев Данила Романович — боярин с 1549 († 1566);
- Захарьин-Юрьев Никита Романович — боярин с 1563 († 1585);
- Захарьин-Юрьев Фёдор Никитич — боярин с 1587 († 1634);
- Захарьин-Юрьев Александр Никитич — боярин с 1599 (сослан и † 1601);
- Захарьин-Юрьев Иван Никитьевич — боярин с 1599 († 1640);
- Юрьев Романов Никита Иванович — боярин с 1646 († 1655)[13].
- Юрьев Степан Борисович, письменный голова — воевода в Тобольске (1631—1632).
- Юрьев Фёдор — воевода в Чебоксарах (1686—1687)[14].
- Юрьева Мавра Исидоровна — камер-фрау императрицы Марии Фёдоровны.